# Албион (Ню Йорк)
Албион (на английски: Albion) е село в САЩ, административен център на окръг Орлиънс, щата Ню Йорк. Намира се на 15 километра южно от езерото Онтарио и има население 5902 души (по приблизителна оценка от юли 2017 г.).